# Fashion Sakala
Junior Fashion Sakala (Chipata, Zambia, 14 de marzo de 1997) es un futbolista zambiano que juega como delantero en el Al-Fayha F. C. de la Liga Profesional Saudí.

## Selección nacional
Ha sido internacional con la selección de Zambia en 32 ocasiones. También lo ha sido con la sub-20 en 9 ocasiones anotando 6 goles.

## Clubes
| Club               | País           | Año       |
| ------------------ | -------------- | --------- |
| Nchanga Rangers    | Zambia         | 2016-2017 |
| Zanaco F. C.       | Zambia         | 2017      |
| FC Spartak-2 Moscú | Rusia          | 2017-2018 |
| K. V. Oostende     | Bélgica        | 2018-2021 |
| Rangers F. C.      | Escocia        | 2021-2023 |
| Al-Fayha F. C.     | Arabia Saudita | 2023-     |

## Palmarés

### Títulos nacionales
| Título          | Club          | País    | Año  |
| --------------- | ------------- | ------- | ---- |
| Copa de Escocia | Rangers F. C. | Escocia | 2022 |